# Demisexualidad

La bandera del orgullo demisexual, en la que el chevrón negro representa la asexualidad, el gris representa la asexualidad gris y la demisexualidad, el blanco representa la sexualidad y el morado representa la comunidad.

La demisexualidad es una orientación afectivo-sexual en la que la persona no experimenta atracción sexual primaria (basada en la vista, el olfato u otra información disponible al instante), pero sí sexual secundaria (después de saber más sobre la persona que solo su apariencia). Cuánto necesitan saber los demisexuales sobre dicha persona y por cuánto tiempo necesitan saber sobre ellos para que se desarrolle la atracción sexual secundaria varía de persona a persona.
Una definición común de demisexualidad es que "la demisexualidad es una orientación sexual en la que una persona se siente sexualmente atraída por alguien solo después de haber desarrollado una conexión emocional/afectiva cercana/fuerte con esa persona".

## Etimología y origen
El término demisexual es un neologismo procedente del francés demi-, significa mitad o parte, sinónimo de semi-, que significa la mitad.
El término fue acuñado en 8 de febrero de 2006 en los Foros AVEN por un miembro llamado “Sonofzeal”. Con base en la teoría de que los alosexuales experimentan atracción sexual tanto primaria como secundaria y que los asexuales no experimentan ninguna de las dos, con base a la necesidad de un término para describir a aquellos que experimentaron una pero no la otra, propuso el término demisexuales.

## Modelo de atracción sexual primaria vs. secundaria
- Atracción sexual primaria: una atracción sexual hacia las personas basada en información disponible al instante (como su apariencia  u aroma). La atracción sexual primaria se caracteriza por experimentarse a primera vista.
- Atracción sexual secundaria: una atracción sexual hacia las personas basada en información que no está disponible instantáneamente (como personalidad, experiencias  de vida, talentos, etc.), cuánto necesita saber una persona sobre la otra y por cuánto tiempo necesita saber sobre ella para que se desarrolle la atracción sexual secundaria, varía de persona a persona.[8][7][9]

Después de que se desarrolla la atracción sexual secundaria, los demisexuales pueden o no experimentar deseo por los rasgos físicos de las personas por las que ya experimentan atracción sexual secundaria.

## Mitos comunes y actividades sexuales
Un mito común es que las personas demisexuales no pueden experimentar atracción sexual hacia las celebridades. Los demisexuales pueden sentirse atraídos por las celebridades, ya que con toda la información que las celebridades suelen compartir sobre sus vidas en entrevistas y sus propias plataformas personales, es fácil llegar a imaginar cómo es la personalidad de una persona, sin llegar a conocerla personalmente.
Eso no significa que la personalidad que las celebridades representan en los medios o que la información que comparten sobre sí mismos sea genuina o no, pero los demisexuales aún pueden desarrollar una atracción sexual secundaria en función de cómo creen que son estas celebridades.
Sobre el mismo tema, los demisexuales pueden sentirse atraídos por personajes ficticios, es común que los demisexuales se sientan atraídos por un personaje interpretado por un actor pero que no experimenten atracción por el actor en sí, cuando está fuera de personaje. Los demisexuales también pueden experimentar atracción sexual hacia personajes ficticios de otros medios, como libros, cómics web, etc.
Otro mito común es que las personas demisexuales no pueden tener sexo casual. Es importante tener en cuenta que ser demisexual se refiere a como una persona experimenta la atracción sexual y no describe una elección ni una acción, sino un sentimiento.
Si bien es común que los demisexuales no deseen tener relaciones sexuales sin sentirse atraídos sexualmente por la otra persona, no es una regla  para ser considerados demisexuales.
Los demisexuales pueden elegir si quieren tener sexo casual incluso sin experimentar atracción sexual hacia dicha persona. Con los asexuales pasa lo mismo, hay asexuales que disfrutan del sexo por diferentes motivos (por la sensación en sí, la actividad con sus parejas, etc). Su elección de tener o no sexo casual depende más de la actitud de cada individuo hacia el sexo.
Otro concepto erróneo común es que los demisexuales ignoran la apariencia física de las personas. Esta confusión se deriva del hecho de que los demisexuales no experimentan atracción sexual primaria, que se basa en información disponible al instante, como la apariencia. Sin embargo, los demisexuales experimentan atracción estética y pueden tener una preferencia estética.
Una atracción estética es una atracción por la apariencia de otra persona, que no está conectada con un deseo de hacer algo con ella, ya sea sexual o románticamente.
Se llama atracción estética porque se piensa que es similar a otros deseos estéticos, como el deseo de seguir escuchando una buena canción o de seguir mirando una obra de arte o una hermosa puesta de sol.
Si bien es común que los demisexuales no le den tanta importancia a las apariencias al elegir pareja, no es una regla para ser considerados demisexuales.
La demisexualidad también se confunde a menudo con una elección admirable en lugar de una sexualidad innata. La demisexualidad tampoco está relacionada con una creencia moral o religiosa sobre el sexo. Es una orientación sexual, no una elección.
También es un mito que la demisexualidad es un signo de bajo deseo sexual. Una vez que las personas demisexuales están en una relación sexual, tienen diferentes niveles de deseo sexual. Algunos pueden tener relaciones sexuales con frecuencia, mientras que otros no. La demisexualidad solo se refiere al tipo de atracción que siente la persona, no a la frecuencia con la que tiene relaciones sexuales.

## Actitudes hacia el sexo
Los demisexuales, grisexuales y las personas asexuales (comúnmente referidos como aces) a menudo usan los términos favorable, neutral o indiferente, aversión o repulsión para describir cómo se sienten con respecto al sexo. No obstante, estos términos pueden ser utilizados por cualquier persona, independientemente de si están en el espectro asexual o no.
- Aversión al sexo: Sentir repulsión, desinterés o incomodidad por la idea de tener relaciones sexuales. Las individuos que sienten aversión al sexo no quieren involucrarse sexualmente y eso está bien.[18]
- Indiferentes al sexo: Sin sentimientos particulares hacia el sexo. Puede que lo disfruten, pero también pueden vivir sin él. También podría significar "indiferencia" literal: sin sentimientos positivos o negativos hacia él. Simplemente neutral. Los individuos indiferentes al sexo pueden no perseguir el sexo, pero estar de acuerdo con participar.[19]
- Favorables al sexo: Los individuos favorables al sexo disfrutan del sexo por múltiples razones y lo pueden buscar (para obtener o dar placer físico, como una actividad con una pareja, etc.).[20]
- Ambivalentes al sexo: Los ambivalentes al sexo experimentan sentimientos mixtos o complicados con respecto al acto o concepto de interacción sexual, por lo que generalmente fluctúan entre ser indiferentes, favorables o tener aversión al sexo.[21]

Generalmente, estos términos se utilizan para referirse a las opiniones de alguien acerca de participar en estas actividades ellos mismos. Sin embargo, también pueden usarse para describir cómo se sienten leyendo, mirando, escuchando o imaginando estas actividades.
El término "aversión" en particular se usa a menudo para referirse a los sentimientos de uno mismo acerca de participar en esas actividades o estar cerca de esas actividades. Los sentimientos de uno pueden variar según la situación u otros factores, como la identidad, el contexto social, el entendimiento social común o la intención de las acciones, o el nivel de comodidad con otro individuo. Por ejemplo, alguien que es aegosexual puede disfrutar pensando en actividades sexuales que involucran a otros, pero si se imagina estando involucrado personalmente en esas actividades, la repulsión sexual podría aparecer.

## El espectro asexual
Hay algunas personas que pueden no encajar en la definición más estricta de la palabra asexual pero, sin embargo, sienten que su experiencia se alinea con la asexualidad de alguna manera. Gray-asexual (o graysexual o asexualidad gris) es un término que describe esta experiencia.
La asexualidad gris abarca una amplia gama de experiencias, que incluyen:
- experimentar atracción sexual raramente,
- solo experimentar atracción sexual bajo circunstancias específicas, o
- fluctuar entre períodos de experimentar atracción sexual y períodos de no experimentar atracción sexual.

También hay varios términos que la gente usa para describir experiencias gris-asexuales más específicas. La demisexualidad es una de ellas, como parte de las personas que solo experimentan atracción sexual bajo circunstancias específicas, los demisexuales son parte del espectro asexual.

## Orientaciones y el modelo de atracción dividida
Los individuos demisexuales pueden tener cualquier orientación romántica.
De acuerdo con el modelo de atracción dividida, la forma en que alguien experimenta la atracción se puede dividir en categorías. Para algunas personas, la atracción romántica y la sexual son experiencias claramente diferentes. El modelo de atracción dividida reconoce que las orientaciones sexuales y románticas no son las mismas para algunas personas.
Los términos para la orientación sexual se han entendido comúnmente como implicando una orientación romántica correspondiente; sin embargo, es posible que las atracciones romántica y sexual de una persona no se alineen exactamente entre sí, y las personas pueden sentirse atraídas por diferentes personas de diferentes maneras.
El modelo fue creado por la comunidad asexual como una forma de ayudar a definir su orientación más específicamente. El propósito del modelo de atracción dividida era ayudar a las personas a comprenderse mejor a sí mismas y tener un marco para comunicárselo a los demás.
Para las orientaciones románticas, el prefijo de la orientación sexual también se utiliza para definir la identificación romántica. Por ejemplo, si son demisexuales y sienten atracción romántica por el mismo género, se identificarían como demisexuales homorománticos. O bien, podrían identificarse como demisexuales y homosexuales/lesbianas.
Las personas pueden experimentar atracción romántica y sexual hacia el género opuesto, el mismo género o dos o más géneros o no experimentar atracción romántica hacia ningún género (en cuyo caso se considerarían arrománticos). En este modelo se expresa tanto su atracción romántica como sexual.
Al igual que con las orientaciones sexuales, las orientaciones románticas se expresan con mayor frecuencia en el género por el que la persona se siente atraída románticamente en relación con el suyo:
- Heterorromántico: atracción romántica /deseo por relaciones románticas con el género opuesto.
- Homorromántico: atracción romántica /deseo por relaciones románticas con personas del mismo género.
- Birromántico: atracción romántica/deseo por relaciones románticas con múltiples géneros.
- Panromántico: atracción romántica/deseo por relaciones románticas sin que el género sea un factor.
- Arromántico: no experimentan atracción romántica ni desean relaciones románticas.
- Demirromántico: no experimentan atracción romántica primaria, pero son capaces de atracción romántica secundaria. Las personas demirománticas también pueden anteponer una orientación de género a la etiqueta, como en "demi-heterorromántica".[25]